# Miagrammopes rubripes
Miagrammopes rubripes är en spindelart som beskrevs av Mello-Leitao 1949. Miagrammopes rubripes ingår i släktet Miagrammopes och familjen krusnätsspindlar. Inga underarter finns listade i Catalogue of Life.